# ليونارد داروين
ليونارد داروين (بالإنجليزية: Leonard Darwin )‏ (و. 1850 – 1943 م) هو عالم وراثة، ومهندس، وسياسي، واقتصادي بريطاني، توفي في لندن، عن عمر يناهز 93 عاماً.

## مناصب
تولى منصب عضو برلمان المملكة المتحدة الـ25 (4 يوليو 1892–8 يوليو 1895).

## الخدمة العسكرية
خدم في الجيش البريطاني.

## روابط خارجية
- ليونارد داروين على موقع الموسوعة البريطانية (الإنجليزية)